# Lwengamia Dunia
 (novembre 2012).
Améliorez-le ou discutez des points à vérifier. 
 (novembre 2012).
Si vous disposez d'ouvrages ou d'articles de référence ou si vous connaissez des sites web de qualité traitant du thème abordé ici, merci de compléter l'article en donnant les références utiles à sa vérifiabilité et en les liant à la section « Notes et références ».
Lwengamia Dunia est né à Fizi dans la ville de Bembes. Il est le général qui a dirigé le Maï-Maï[Lequel ?] de Kivu en République démocratique du Congo[Quand ?].